# La amiga
La amiga és una pel·lícula argentina-alemanya dramàtica-històrica de 1988 dirigida per Jeanine Meerapfel i protagonitzada per Liv Ullmann, Cipe Lincovsky i Federico Luppi. El guió va ser realitzat per Meerapfel en col·laboració amb Alcides Chiesa, amb l'assessorament de Agnieszka Holland i Osvaldo Bayer. En l'estructura del guió també van assessorar Beda Docampo Feijóo i Juan Bautista Stagnaro. Va ser rodada en 1986 a Alemanya i l'Argentina, i la seva estrena en aquest últim país es va produir amb una demora d'anys, a causa de les implicancions polítiques de l'argument. Es va estrenar el 13 d'abril de 1989.

## Sinopsi
El film conta la història de dues amigues íntimes durant l'última dictadura cívico-militar argentina (1976-1983), i com viuen durant el terrorisme d'estat que es va aplicar en aquests anys. Les amigues són eventualment separades i voltes a reunir-se, una vegada acabada la dictadura, per a lluitar juntes pels drets humans i la justícia, al costat de les Madres de Plaza de Mayo.

## Repartiment
- Liv Ullmann (María)
- Cipe Lincovsky (Raquel Kessler)
- Federico Luppi (Pancho)
- Lito Cruz (Comisario Tito)
- Víctor Laplace (Diego)
- Cristina Murta (Madre 1)
- Nicolás Frei (Parapolicial)
- Harry Baer (Amigo de Raquel en Berlín)
- Gregor Hansen (Alemán)
- Chela Cardalda (Madre 2)
- Amancay Espíndola (Madre 3)
- Gonzalo Arguimbau (Carlos)
- Fernán Mirás (Pedro)
- Victoria Solarz (Raquelita)
- María Carla Bustos (María niña)
- Silvina Pilat (Raquel niña)
- Pablo Aquilante (Pancho niño)
- Max Berliner (Cuidador de cementerio)
- Carolina Papaleo (Betty)
- Cecilia Biagini (Mujer de Pedro)
- Néstor Tirri (Periodista)
- Bárbara Mujica (Doblaje de Liv Ullmann)
- José Andrada
- Beatriz Thibaudin (Vecina)
- Jorge Sabaté (Parapolicial)
- Gustavo Bonamino (Periodista)
- Ana María Ambasz (Madre de María)
- Ruth Jasiuk (Madre de Raquel)
- Bernardo Baras (Director de teatro)
- Pedro Loch (Asistente de Raquel)
- Estela Pérez de Guerrero (Asistente de Raquel)
- Raúl Florido (Parapolicial)
- Luis Quirós (Parapolicial)
- Oscar Escobar (Parapolicial)
- Claudio Rissi (Parapolicial)
- Roberto Zanoni (Parapolicial)
- Mario Fromenteze (Parapolicial)
- Federico Scasso (Parapolicial)
- Luis Aranosky (Parapolicial)
- Sara Krell (Vecina)
- Carlos Giordano (Chofer de Raquel)
- Guillermo Sosa (Policía)
- Omar Súcari (Policía)
- Jorge Diez (Hemon)
- Claudia Guillade (Extra en la escena de la confitería)

## Premis
- 1990, 40è Festival Internacional de Cinema de Berlín, Esment Honorable-Premi Film de Pau.
- 1990, Premis Còndor de Plata a la Millor Actriu (Cipe Lincovsky), de l'Associació de Cronistes Cinematogràfics de l'Argentina
- 1988, Festival Internacional de Cinema de Sant Sebastià 1988, Premi a la millor actriu (Liv Ullman i Cipe Linkovsky).:[2]